# 노동거래소
노동거래소(勞動去來所, labor exchange) 또는 고용사무소(雇傭事務所, employment agency)는 노동자와 사용자 사이의 중개자 역할을 하는 기관으로, 노동력을 거래하는 거래소다. 크게 공영노동거래소와 사영노동거래소로 나뉜다.

## 같이 보기
- 인적자원관리
- 채용
- 탤런트 에이전트
- 비정규직